# Rolandas Pavilionis
Rolandas Pavilionis (n. 3 iulie 1944, Šiauliai, Lituania – d. 10 mai 2006, Vilnius, Lituania) a fost un om politic lituanian, membru al Parlamentului European în perioada 2004-2009 din partea Lituaniei. 
1. ↑   https://www.lrs.lt/docs3/kad5/w5_istorija.show5-p_r=786&p_k=1.html Lipsește sau este vid: |title= (ajutor)
2. ↑   https://www.lrs.lt/docs3/kad4/w3_lrs.seimo_nariu_sarasas-p_kade_id=4&p_kalb_id=1&p_int_tv_id=784.htm Lipsește sau este vid: |title= (ajutor)
3. ↑  Deputații în Parlamentul European